# قاهر
القاهربالله(نام کامل وی:أبو منصور محمد بن المعتضد ابن طلحة بن المتوکل القاهر بالله) خلیفه‌ای از خلفای عباسی در بغداد بود که در سال ۲۸۶ هجری/۸۹۹ میلادی زاده شده بود و در سال ۳۳۹ هجری/۹۵۰ میلادی درگذشت.
پس از مرگ خلیفه پیشین، ابوالفضل جعفر مقتدر، کشورهایی که گمان می‌کردند پسر خلیفه از ایشان انتقام خواهد گرفت؛ در عوض برادرش قاهر را به خلافت برگزیدند؛ اما قاهر کسی به مراتب سختگیرتر بود و با توطئه گران مدارا نداشت. او به سبب سوء سیرت از خلافت خلع گردیده، چشمانش را کور کردند، و در زندان افکندند؛ یازده سال بعد، خلیفه آزاد شد و در جامه گدایان گریخت، و در خرابه‌ای درگذشت؛ او در هنگام مرگ در سال ۳۳۹ هجری، پنجاه و سه سال داشت.
القاهربالله در لغت به معنی «پیروز به یاری خدا» است.